# Ulica Krakowska w Mysłowicach
Ulica Krakowska w Mysłowicach – ulica w Mysłowicach, położona w północnej części miasta, na terenie dzielnic Stare Miasto i Mysłowice Centrum. 

## Charakterystyka
Ulica rozpoczyna swój bieg przy skrzyżowaniu z ul. Oświęcimską (część drogi wojewódzkiej nr 934) i ul. Katowicką (część drogi krajowej nr 79) w dzielnicy Mysłowice Centrum. Następnie za wiaduktem kolejowym wchodzi na teren Starego Miasta, krzyżuje się z ul. Towarową, ul. Starokościelną, ul. Grunwaldzką, ul. Strażacką i ul. O. Strumieńskiego. Kończy swój bieg przy granicy miasta z Sosnowcem na moście nad rzeką Czarna Przemsza. Ulica na całej długości jest częścią drogi krajowej nr 79. Wzięła swoją nazwę od miasta Kraków.

## Obiekty zabytkowe i historyczne
Przy ulicy znajdują się następujące historyczne obiekty i miejsca:
- Wiadukt kolejowy nad ul. Krakowską, pochodzący z 1901 roku, posiadający charakterystyczne skrzydła podpory i fragment słupa[4];
- Gmach Sądu Grodzkiego – obecnie Sąd Rejonowy (ul. Krakowska 2), wzniesiony w latach 1902–1904 w stylu eklektycznym, wpisany do rejestru zabytków 7 listopada 2003 (nr rej.: A/96/03, granice ochrony obejmują budynek),
- Kamienica mieszkalna (ul. Krakowska 4), wzniesiona w latach 1902–1903 w stylu secesyjnym z elementami neobaroku, według projektu A. Wedemana[5], wpisana do rejestru zabytków 7 listopada 2003 (nr rej.: A 106/03, granice ochrony obejmują budynek)[6],
- Budynek mieszkalno-usługowy (ul. Krakowska 8), wzniesiony w 1900 roku w stylu historyzmu, neorenesansu i neomanieryzmu; nad bramą widnieje napis Erbaut Anno 1900[7],
- Oficyna budynku mieszkalnego (ul. Krakowska 8a), powstała w 1900 roku, posiada ceglaną elewację bez cech stylowych[8],
- Budynek mieszkalno-usługowy (ul. Krakowska 10), wybudowany w 1887 roku według projektu architekta A. Gorcke, w stylu historyzmu i neorenesansu włoskiego[9]; w budynku tym mieszkała Sonia Horn, działaczka polskiego podziemia w okresie II wojny światowej, więźniarka KL Ravensbrück[10].

Przy ulicy Krakowskiej swoją siedzibę mają: Sąd Rejonowy w Mysłowicach (ul. Krakowska 2), przedsiębiorstwa i firmy handlowo-usługowe.